# Pantolambda
Pantolambda é um gênero extinto de mamífero pantodonte do Paleoceno. Pantolambda viveu durante o Paleoceno médio e foi achado na Ásia e na América do Norte.
Os mamíferos cretáceos, que tinham que competir com dinossauros, eram geralmente pequenos comedores de insetos. Pantolambda foi um dos primeiros mamíferos a se expandir para os nichos de animais grandes deixados vagos pela extinção dos dinossauros. Pantolambda e outros pantodontes primitivos evoluiriam rapidamente para animais pesados como Barylambda e Coryphodon. Estes foram os primeiros grandes navegadores, estilos pioneiros de vida mais tarde seguidos por muitos grupos não relacionados de mamíferos: rinocerontes, antas, hipopótamos, preguiças terrestres e elefantes.

## Descrição
Pantolambda era enorme para um mamífero paleoceno, mais ou menos do tamanho de uma ovelha.